# (35526) 1998 FX67
1998 FX67 (asteroide 35526) é um asteroide da cintura principal. Possui uma excentricidade de 0.15860540 e uma inclinação de 1.82115º.
Este asteroide foi descoberto no dia 20 de março de 1998 por LINEAR em Socorro.